# Makirarörhöna
Makirarörhöna (Gallinula silvestris) är en akut hotad fågel i familjen rallar inom ordningen tran- och rallfåglar.

## Utseende
Makirarörhönan är en medelstor (27 centimeter) flygoförmögen rall med en stubbad stjärt. Fjäderdräkten är svart med blå glans på huvud och hals samt brun nyans på mantel och vingar. Benen är röda, näbben likaså, ovanför vilken det syns en blågrå pannsköld. Lätet är okänt.

## Utbredning och status
Fågeln har enbart återfunnits på ön Makira (Salomonöarna) där den endast är känd från dels det enda exemplaret insamlades 1929, dels en observation från 1953. Den anses ofta vara utdöd men IUCN kategoriserar den fortfarande dock som akut hotad efter sentida trovärdiga observationer.

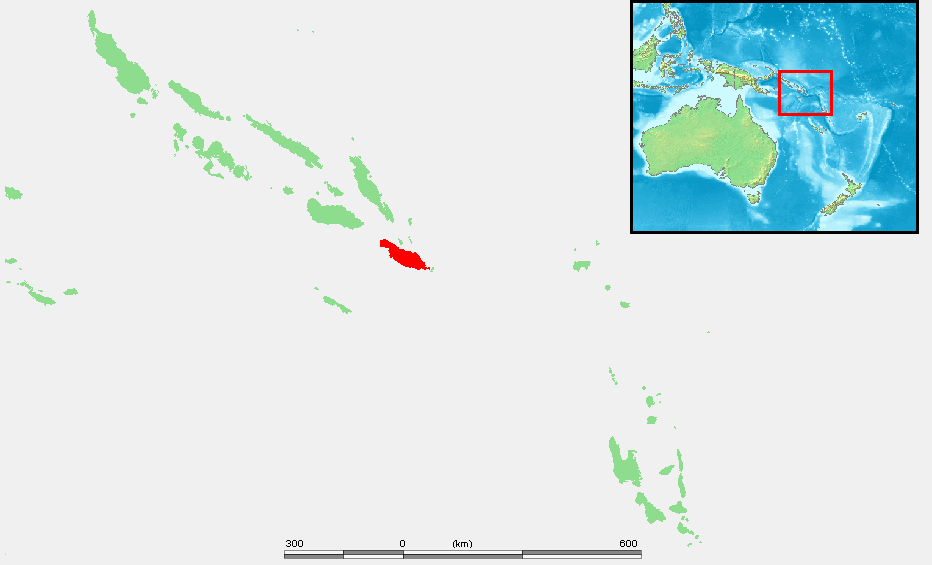
Ön Makira i Salomonöarna.

## Systematik
DNA-studier visar att makirarörhönan och samoarörhönan är avlägset släkt med övriga rörhöns, varför de ofta placeras i släktet Pareudiastes. Detta gör dock ännu inte de större taxonomiska auktoriteterna Clements et al och IOC.

## Levnadssätt
Det enda insamlade exemplaret togs vid 600 meters höjd och 1953 sågs den vid 450 meters höjd, båda i regnskog på branta och klippiga sluttningar med rinnande vattendrag. Senare rapporter har gjorts från liknande miljöer, dock några från låglänt skog. Det har också föreslagits att den kan bebo de i stort sett outforskade våtmarkerna på norra Makira. Jägare har beskrivit den som flygoförmögen.
Både föda och häckningsbiologi är okända. Närbesläktade troligen utdöda samoarörhönan levde enbart av animalisk föda.